# Triaenodes clarus
Triaenodes clarus är en nattsländeart som beskrevs av Jacquemart 1961. Triaenodes clarus ingår i släktet Triaenodes och familjen långhornssländor. Inga underarter finns listade i Catalogue of Life.